# Anectropis fumigata
Anectropis fumigata är en fjärilsart som beskrevs av Sato 1991. Anectropis fumigata ingår i släktet Anectropis och familjen mätare. Inga underarter finns listade i Catalogue of Life.

## Bildgalleri

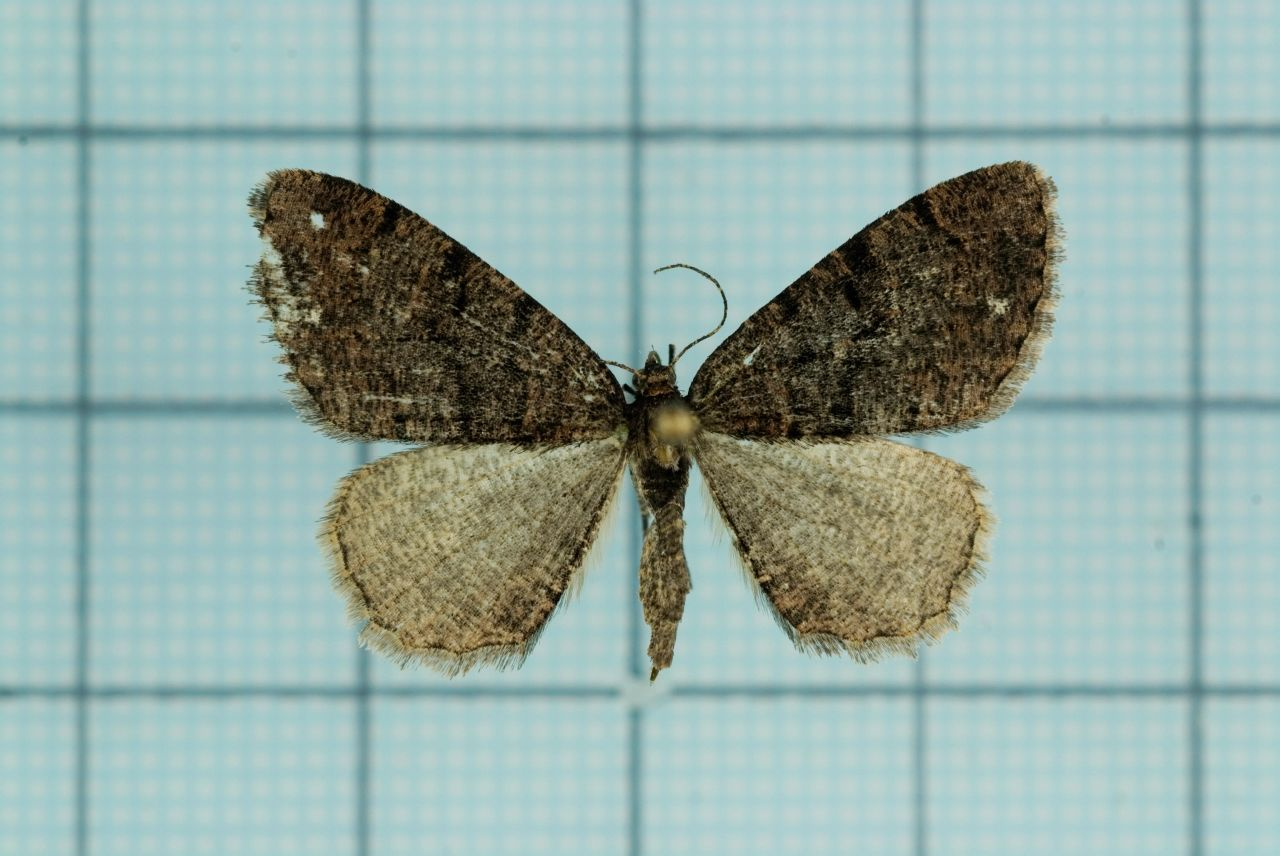